# جاسبر موريسون
جاسبر موريسون (بالإنجليزية: Jasper Morrison)‏ هو مصمم ومهندس بريطاني، ولد في 1959 في لندن في المملكة المتحدة.